# Catástrofe de Liposthey
La catástrofe de Liposthey fue un accidente de autobús acaecido en la tarde del domingo 27 de mayo de 1934 en la localidad francesa de Liposthey, en las proximidades de Bayonne, cerca de la frontera con España. Fallecieron 13 viajeros, de los 19 que llevaba el autobús, que se salió de la carretera, volcó y se incendió. 

## Accidente
En el km 106 de la carretera que une la frontera española con la ciudad francesa de Burdeos, en dirección París, entre las localidades de Bayonne y Liposthey, el autocar con matrícula de Madrid número 48.321, ocupado por 19 personas, dio una vuelta de campana y seguidamente se incendió. Las llamas pasaron a un bosque que linda con la carretera, y ardió alrededor de un km de arboleda. Las comunicaciones se interrumpieron por haber caído a tierra un poste de telégrafos. Una escuadrilla de aviones sobrevoló la zona para localizar el vehículo accidentado. Los viajeros quedaron carbonizados en su mayoría. Los supervivientes fueron trasladados al Hospital de Dax. En el lugar del accidente se personó el prefecto del departamento y desde la localidad española de San Sebastián llegó un comisario de policía. El chófer del autocar, Francisco Ocaña Martín, que resultó herido leve, no supo decir lo que ocurrió y las autoridades barajaron que el chófer iba adormilado. Al volcar el vehículo, rodó fuera de la carretera unos 80 m por la banda izquierda. Llevaba el coche 400 litros de gasolina. El viaje que realizaba era una excursión Madrid-París-Fontainebleau. Salió de Madrid el día 26 de mayo y tenía prevista la vuelta para el día 6 de junio. De guía de la expedición iba Pedro Mallorquín. 
Heridos
- Francisco Ocaña Martín, chófer del autocar
- Antonio Ballesteros
- Luis Torres
- Isidro López Cobos
- Carmen Soja
- Maximina Delgado

Víctimas
- Julia Santos
- Adela Castro
- José Llorente
- Victoria Torres
- Vicente Torres
- María Pereda
- Carmen Ballesteros
- Camilo Ballesteros
- María Teresa Rizo
- Pilar Pereda
- Aurora Álvarez
- Genoveva Álvarez
- Pedro Mallorquín